# Action autonome (Russie, Biélorussie et Ukraine)
Ne doit pas être confondu avec Action autonome.
Action autonome (en russe : Автономное Действие), est une fédération anarchiste révolutionnaire présente en Russie, en Biélorussie et en Ukraine, fondée en janvier 2002. Cette organisation est composée d'anarcho-communistes, d'anarcho-syndicalistes, d'autonomes et d'écologistes radicaux. Elle a également compté un groupe en Arménie, mais il est dissous depuis fin 2005.
Action Autonome a recours à l'action directe "pour créer une tradition et une base pour une nouvelle culture humaniste, une nouvelle auto-organisation sociale et une résistance radicale contre le militarisme, le capitalisme, le sexisme et le fascisme".
Action Autonome publie un magazine "Автоном" (en français : Autonome) et un journal "Ситуация" (en français : Situation).
Lors de l'invasion de l'Ukraine par la Russie en 2022, Action autonome appelle les soldats russes « à déserter, à désobéir aux ordres criminels et à quitter l'Ukraine immédiatement. »